# 苎叶蒟
苎叶蒟（学名：Piper boehmeriaefolium）是胡椒科胡椒属的植物。分布于马来西亚、印度、越南、不丹、缅甸、泰国以及中国大陆的云南等地，生长于海拔80米至2,600米的地区，多生长于山顶、山谷、疏林或密林中，目前尚未由人工引种栽培。

## 异名
- Piper boehmeriaefolium (Miq.) C. DC. var. tonkinense C. DC.